# とば (特務艇)
とば（ローマ字：JDS Toba, YT-23、AST-421）は、海上自衛隊の曳船、特務艇。前身は、アメリカ陸軍が建造した大型港内曳船であった。同名の日本の艦艇としては、大日本帝国海軍の河用砲艦「鳥羽」に続き2代目に当たる。

## 概要
本艇は、アメリカ陸軍が建造した大型港内曳船の1隻である「LT-392」が前身である。船体構造は木造であった。
1955年3月2日海上自衛隊に供与され、支援船籍の「曳船23号」（YT-23）となり、翌1956年2月16日には自衛艦籍の特務艇に類別変更され「とば」（AST-421）と改名。横須賀地方隊に配備された。
当時「とば」は海上自衛隊が保有する最大の曳船であったが、本艇を必要とするほどの大型艦艇を当時の海自が保有していなかったこともあって持て余し気味であった。通常の港湾業務に使うにしても曳船としては船型過大であり、訓練標的の曳航などに用いられるほかは横須賀基地に係留状態であることも多かったとされる。
1965年3月31日に除籍、返還された。

## 艦歴
1944年6月、アメリカ・カリフォルニア州ロングビーチのホジソン・グリーン・ハルデマン造船所にて竣工。アメリカ陸軍大型港内曳船「LT-392」となる。
1955年3月2日、海上自衛隊に供与され、支援船籍の「曳船23号」（YT-23）となる。
1956年2月16日、自衛艦籍の特務艇に類別変更され「とば」（AST-421）と改名。横須賀地方隊に配備。
1965年3月31日、除籍・返還。